# Metropolia Blantyre
Metropolia Blantyre – jedna z 2 metropolii kościoła rzymskokatolickiego w Malawi. Została ustanowiona 25 kwietnia 1959.

## Diecezje
- Archidiecezja Blantyre
  - Diecezja Chikwawa
  - Diecezja Mangochi
  - Diecezja Zomba

## Metropolici
- Jan Baptist Hubert Theunissen (1959-1967)
- James Chiona (1967-2001)
- Tarcisius Gervazio Ziyaye (2001-2013)
- Thomas Luke Msusa (od 2013)